# Hażlach (gmina)
Pour les articles homonymes, voir Hażlach.
La gmina de Hażlach est une commune rurale de la voïvodie de Silésie et du powiat de Cieszyn. Elle s'étend sur 49,02 km² et comptait 9 999 habitants en 2008. Son siège est le village de Hażlach.

## Villages
La gmina de Hażlach comprend les villages et localités de Brzezówka, Hażlach, Kończyce Wielkie, Pogwizdów, Rudnik et Zamarski.

## Gminy voisines
La gmina de Hażlach est voisine des gminy de Cieszyn, Dębowiec, Strumień et Zebrzydowice. Elle est également voisine de la République tchèque.